# Johannes Althusius
Johannes Althusius (także Althus lub Althusen; ur. 1557 w Bad Berleburg, zm. 12 sierpnia 1638 w Emden) – niemiecki prawnik, teoretyk państwa i prawa. Autor dzieła Politica Methodice Digesta, Atque Exemplis Sacris et Profanis Illustrata (1603).
Studiował prawo, filozofię, logikę i teologię. Był zwolennikiem prawa natury, a także koncepcji umowy społecznej.
W 1604 roku został wybrany syndykiem miasta Emden. 